# Villano afeminado

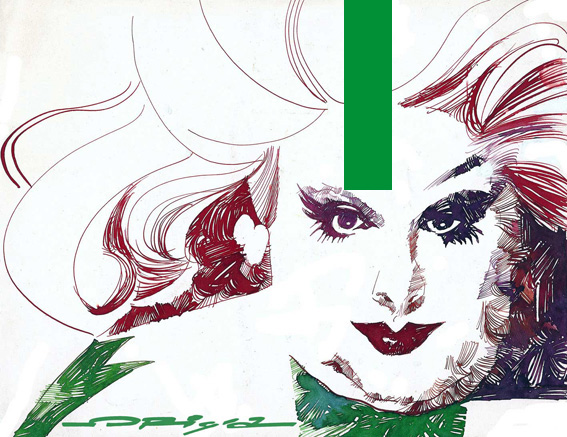
El personaje de Úrsula en La sirenita se inspiró en la drag queen Divine.

Villano afeminado, villano amanerado o villana marimacho (en inglés, sissy villain) es un personaje malvado en la ficción que se representa con características, comportamientos o gestos que podrían ser percibidos como LGBTI.
Esta forma de representación de la diversidad sexual se impuso en EE. UU. a través del Código Hays, que censuraba la representación de la homosexualidad de manera positiva. De esta manera, en las ficciones, los únicos personajes permitidos que podían percibirse como homosexuales debían tener roles malvados y ser castigados a lo largo de la obra.

## Ejemplos
Se han descrito ejemplos de este tipo de personajes en numerosas películas y series de animación. Sin embargo, en los últimos años han llamado especialmente la atención los personajes de Disney debido a que estas películas aún mantienen una alta popularidad entre la infancia occidental:
- Jafar en Aladdín.
- Hades en Hércules.
- Juez Claude Frollo en El jorobado de Notre Dame
- Gobernador Ratcliffe en Pocahontas.
- Úrsula en La sirenita, inspirada en la drag queen Divine.
- Scar en El rey león.
- Capitán Garfio en Peter Pan.
- Él en The Powerpuff Girls.
- Roswaal L. Mathers y Regulus Corneas en Re:Zero kara Hajimeru Isekai Seikatsu.
- James del Equipo Rocket en Pokémon.
- Gran Quesote de Los gatos samurái.